# 50 ألف (مسلسل)
50 ألف هو مسلسل تلفزيوني لبناني أنتج وعُرض في عام 2018، من إخراج دافيد أوريان، وتأليف آية طيبا، ومن بطولة طوني عيسى، داليدا خليل، ميرفا القاضي، جو طراد.

## قصة المسلسل
تبحث (نورما) عن شابة تتزوج ابن أخيها (عماد) لتُرضي والدها وتحصل على أمواله، تقبل (ميا) بالزواج مقابل 50 ألف دولار ولكنها تقع في بالفعل حب (عماد) صاحب أهم شركة لتصميم الأزياء في بيروت.

## الممثلون[2]
- طوني عيسى (عماد)
- داليدا خليل (ميا)
- ميرفا القاضي (لميس)
- جو طراد (جاد)
- دوري السمراني (شادي)
- غنوة محمود
- سيلفي رحال (نورما)
- إليانا نعمة
- سيلفيو سركيس (مازن)
- مجدي مشموشي (خليل)
- فؤاد شرف الدين
- رندة حشمة (ضيف)
- حسام الصباح (ضيف شرف)
- أسعد حطاب (ضيف شرف)
- جو صادر (سامر - ضيف شرف)
- ميشال أضباشي (ضيف شرف)
- دعد رزق
- آية طيبا (سارة)
- عماد فغالي (إسحاق)
- ميرنا مكرزل (نورما)
- محمد كمال
- رنا عامودي
- مايا داغر
- إيلي لطوف
- بريجيت عقيقي
- باتريسيا قزحيا